# Elizabeth (Indiana)
Elizabeth é uma cidade  localizada no Estado americano de Indiana, no Condado de Harrison.

## Demografia
Segundo o censo americano de 2000, a sua população era de 137 habitantes.
Em 2006, foi estimada uma população de 140, um aumento de 3 (2.2%).

## Geografia
De acordo com o United States Census Bureau tem uma área de
0,4 km², dos quais 0,4 km² cobertos por terra e 0,0 km² cobertos por água.

## Localidades na vizinhança
O diagrama seguinte representa as localidades num raio de 16 km ao redor de Elizabeth.